# Caracol Internacional
Pour les articles homonymes, voir Caracol.
 (novembre 2019).
Caracol Internacional est une chaîne de télévision colombienne internationale appartenant à Caracol Televisión, une filiale du groupe Valorem.

## Histoire
Basée à Bogota, Miami et Madrid, Caracol TV Internacional a été fondée en 1998 par les propriétaires de Caracol Televisión. La chaîne a commencé ses émissions le 12 décembre 2002.
Le 1er juin 2017, le signal haute définition de cette chaîne a été publié.
Le 24 août 2017, Caracol Internacional s'est vu interdire d'émettre au Venezuela par ordre du gouvernement du président Nicolás Maduro.